# Костянтинівка (Бердичівський район)
Костянти́нівка — село в Україні, у Бердичівському районі Житомирської області. Населення становить 10 осіб.

## Географія
Селом протікає річка Заруда, права притока Тетерівки.

## Історія
У 1906 році село Янушпільської волості Житомирського повіту Волинської губернії. Відстань від повітового міста 53 верст, від волості 10. Дворів 16, мешканців 114.

## Населення
Згідно з переписом УРСР 1989 року чисельність наявного населення села становила 22 особи, з яких 9 чоловіків та 13 жінок.
За переписом населення України 2001 року в селі мешкало 10 осіб.

### Мова
Розподіл населення за рідною мовою за даними перепису 2001 року:
| Мова       | Відсоток |
| ---------- | -------- |
| українська | 90,00 %  |
| російська  | 10,00 %  |